# Byrrhus
Byrrhus es un género de escarabajos de la familia Byrrhidae.

## Especies
- Byrrhus alpinus Gory, 1829
- Byrrhus americanus LeConte, 1850
- Byrrhus arietinus Steffahny, 1842
- Byrrhus auromicans Kiesenwetter, 1851
- Byrrhus concolor Kirby, 1837
- Byrrhus crenulatus Rossi, 1794
- Byrrhus cyclophorus Kirby, 1837
- Byrrhus derrei Allemand, 1987
- Byrrhus espanoli G.Fiori, 1960
- Byrrhus eximius LeConte, 1850
- Byrrhus fasciatus Forster, 1771
- Byrrhus focarilei Fabbri & Puetz, 1997
- Byrrhus geminatus LeConte, 1854
- Byrrhus gigas Fabricius, 1787
- Byrrhus glabratus Heer, 1841
- Byrrhus kirbyi LeConte, 1854
- Byrrhus lisellae (G.Fiori, 1953)
- Byrrhus luniger Germar, 1817
- Byrrhus murinus Fabricius, 1794
- Byrrhus nicolasi G.Fiori, 1966
- Byrrhus nigrosparsus Chevrolat, 1866
- Byrrhus numidicus Normand, 1935
- Byrrhus occidentalis G.Fiori, 1953
- Byrrhus picipes Duftschmid, 1825
- Byrrhus pilosellus A.Villa & G.B.Villa, 1833
- Byrrhus pilula Linnaeus, 1758
- Byrrhus pustulatus (Forster, 1771)
- Byrrhus pyrenaeus Dufour, 1834
- Byrrhus rubidus Kugelann, 1792
- Byrrhus rufipes Kugelann, 1792
- Byrrhus signatus Sturm, 1823
- Byrrhus undulatus Kugelann, 1792